# Arcano (personaggio)
L'Arcano (The Beyonder) è un personaggio dei fumetti creato da Jim Shooter (testi) e Mike Zeck (disegni), pubblicato dalla Marvel Comics. La sua prima apparizione avviene in Marvel Super-Heroes: Secret Wars n. 1 (maggio 1984). In seguito è riapparso in Secret Wars II n. 1 (luglio 1985), creato da Jim Shooter (testi) e Al Milgrom (disegni).

## Storia editoriale
L'Arcano è stato un personaggio controverso tra gli autori dell'epoca. Alcuni di loro ritengono che Jim Shooter avesse abusato del suo ruolo di Editor in Chief, e costretto l'utilizzo di un personaggio onnipotente a scrittori e supervisori. Alcuni critici ritenevano che gli albi collegati a Secret Wars non avrebbero avuto un buon livello qualitativo.
Apparentemente, Steve Englehart voleva collegare l'Arcano a dei vecchi personaggi conosciuti come Arcani (visti per la prima volta in Marvel Two-in-One n. 63, esseri potentissimi in grado di collezionare dei pianeti) per la sua Secret Wars III in Fantastic Four nn. 318-319. Secondo Englehart, un editor odiava il personaggio e chiese che l'Arcano fosse rimosso dall'universo Marvel. Englehart fece come chiesto ma cercò di esiliare il personaggio con dignità. L'Arcano fu soggetto a un'operazione di retcon che lo rese meno potente di quanto fosse in origine. In Secret Wars III fu spiegato che l'Arcano era in realtà un Cubo Cosmico. Durante la prima Guerra Segreta, l'Arcano dichiarò di essere la trasfigurazione dell'intero universo. Quando divenne conscio di se stesso riconobbe se stesso come la sola persona nell'universo. In Secret Wars III, fu rivelato che l'Arcano era un Cubo Cosmico ribelle che viveva nella sua propria dimensione, poiché non c'erano matrici per contenere la sua energia. L'Arcano prese il suo nome dai potentissimi Arcani che stavano manipolando il suo destino.

## Biografia del personaggio

### Guerre Segrete
L'Arcano è la somma totale di una dimensione tascabile detta Reame dell'Arcano o semplicemente “L'Arcano”. Questa dimensione è stata scoperta dal tecnico di laboratorio Owen Reece. Parte dell'energia di questa dimensione fuoriuscì e investì Reece donandogli poteri incredibili, che lui usò come il supercriminale Molecola, uno dei più potenti criminali dell'Universo Marvel. L'energia della dimensione tascabile che rimaneva divenne potenzialmente senziente e bramosa di sapere. Usando i suoi vasti poteri, l'Arcano creò un pianeta chiamato "Battleworld", che era formato da diverse parti di vari pianeti (tra cui un sobborgo di Denver), e vi condusse un gruppo di supereroi e uno di supercriminali terrestri per osservare l'infinita battaglia tra bene e male che da sempre affligge l'umanità.
Quando l'Arcano spiegò la natura del suo esperimento agli involontari partecipanti, l'entità si identificò solo come «Io provengo da un luogo arcano». Il nome "Arcano" è presto applicato da Galactus e adottato da tutti i presenti. Galactus, sentendo che l'Arcano poteva eliminare una volta per tutte la sua fame senza fine, in maniera aggressiva si precipitò nel regno dell'Arcano attraverso una frattura dimensionale, seguito dal Dottor Destino, che cercava potere per i propri scopi. Entrambi furono respinti, ma le informazioni raccolte da Destino in seguito gli permisero di usare il corpo formato da suono del criminale Klaw, come filtro per rubare le energie della nave spaziale di Galactus e il potere dell'Arcano stesso. Con questo potere, Destino costruì una torre alta 200 miglia fatta di gemme dorate da utilizzare come base, e sostenne che aveva abbandonato le sue ambizioni di conquista, ma di essere ancora interessato a liberare la madre dal controllo di Mefisto. La coscienza dell'Arcano entrò in possesso della mente danneggiata di Klaw e manipolò Destino nello spendere il suo potere contro gli eroi, distraendolo abbastanza per poter tornare in possesso dei suoi poteri.
Questa storia forma le basi della prima Guerra Segreta, una saga di dodici numeri. La serie vendette incredibilmente bene, con circa 750,000 copie vendute per numero, cifre simili a quelle della Golden Age.

### Guerre Segrete II
Dato che la prima Guerre Segrete aveva venduto bene, ci fu un seguito. Guerre Segrete II è composta di nove numeri e diverse serie Marvel dell'epoca si intrecciano con la trama principale.
Incuriosito da ciò che ha visto su Battleworld, l'Arcano raggiunge la Terra per camminare in mezzo agli esseri umani e studiarli. Crea un corpo per se stesso, che in origine è una mix di parti di diversi superesseri. In seguito lo cambia in un duplicato di quello di Capitan America. L'Arcano trasforma un uomo in Thundersword, e più tardi imita lo stile di Michael Jackson soprannominandosi Capitan EO. All'inizio l'Arcano capisce poco della biologia e della società umana, e questo lo conduce in situazioni che vanno dal difficile all'imbarazzante. Per esempio, negli episodi in cui cerca di apprendere la differenza tra oggetti costruibili e non, o quando si fa spiegare da Spider-Man l'uso corretto della toilette. Quando l'Arcano scopre il funzionamento del sistema monetario da un senzatetto e da Luke Cage, trasforma l'edificio che ospitava gli uffici del gruppo Eroi in Vendita in oro per ringraziarli di quanto appreso (facendo crollare l'edificio sotto il proprio peso). Successivamente l'Arcano cade sotto l'influenza di un criminale di nome Vinnie e diviene il capo di un cartello criminale; in un altro caso, utilizza i suoi poteri mentali per assumere il controllo della Terra intera, solo per liberarla una volta annoiato dalla mancanza di libero arbitrio. In un altro episodio trasforma l'elfo Algrim in Kurse, quindi ha una breve relazione con la mutante Dazzler. Il suo corpo viene ferito e addirittura distrutto diverse volte, ma ogni volta riesce a ripararlo o a ricostruirlo grazie ai suoi poteri.
Su un treno a New York, l'Arcano incontra la mutante Tabitha Smith, conosciuta come Boom Boom. Ritenendolo un mutante Boom Boom lo accompagna, e in seguito l'Arcano la rintraccia allo Xavier Institute. Qui Tabitha si spaventa alla vista di una battaglia tra gli X-Men e l'Arcano, e in seguito questi la porta sul pianeta dove vivono i Celestiali. Qui, minacciando di distruggere l'universo, l'Arcano combatte e sembra sconfiggere diversi Celestiali. Impaurita dalla battaglia in corso, Tabitha chiede all'Arcano di ritornare sulla Terra, dove avverte i Vendicatori della minaccia che l'Arcano rappresenta. Tabitha conduce l'Arcano in una trappola imbastita dai Vendicatori e dai Fantastici Quattro. L'Arcano si lascia sconfiggere dai Vendicatori e successivamente se ne va, per compiacere Boom Boom.
L'Arcano in seguito agisce per cercare di “preservare la vita” attraverso l'universo eliminando e facendo resuscitare le manifestazione della Morte. Mefisto cerca di rubare i suoi poteri o di distruggerlo per compiacere Morte. Dopo aver combattuto contro di lui e aver tentato di distruggere l'universo viene ucciso da Molecola, e le sue energie ritornano al “Regno dell'Arcano”, dove forma un big bang che crea un nuovo universo.

### Kosmos & Creatore
La storia dell'Arcano continua molti anni dopo quando viene rivelato che l'energia che forma l'Arcano e quella che dà a Molecola i suoi poteri necessitano di combinarsi per creare le basi per un essere mentalmente stabile, adulto e quasi onnipotente. L'Arcano si fonde così con Molecola e dalla loro fusione nasce Kosmos, che espelle Molecola che ritorna sulla Terra. A sua volta Kosmos cambia forma in un essere femminile ed è guidato da 11598 Kubík con cui esplora l'universo. Quando la compagna di Molecola, Volcana, lo lascia, Reece cerca e assale Kosmos dividendolo dall'Arcano, ma l'intervento di Kubik interrompe la battaglia.
A un certo punto, Kosmos impazzisce e assume forma mortale, ribattezzandosi il Creatore. Dopo aver attaccato e distrutto una colonia Shi'ar, la Guardia Imperiale Shi'ar riesce a imprigionarlo nella prigione interstellare chiamata le Kyln. La follia del Creatore prende il controllo di diversi prigionieri, ma Thanos riesce a mantenere la situazione sotto controllo, affrontando il Creatore consigliando ai carcerieri di tenere la mente dell'avversario spenta e il suo corpo in vita per impedire altre ribellioni.
Probabilmente Thanos aveva già incontrato l'Arcano in passato, ma questo non è mai stato raccontato, poiché nel periodo delle Guerre Segrete II, Thanos era morto.

### Beyond! & Annihilation
L'Arcano è apparso successivamente nella miniserie Beyond!. Questo "Arcano" controlla una Battleworld fittizia, dove viene rivelato che egli sta collezionando diversi superumani per metterli l'uno conto l'altro. Alla fine, il gruppo di eroi e criminali protagonista della storia scopre che l'Arcano è in realtà lo Straniero, che stava conducendo degli studi sui superumani attraverso una ricostruzione delle Guerre Segrete.
Nella saga Annihilation l'ex araldo di Galactus conosciuto come il Caduto, ora sotto il controllo di Thanos, è incaricato di scoprire cosa sia successo all'Arcano dopo la distruzione della prigione delle Kyln ad opera dell'onda Annihilation. Il Caduto scopre un Kosmos privo di vita, ma data la strana natura della sua esistenza come Cubo Cosmico, così come il fatto che sia stata uccisa già una volta in Guerre Segrete II senza gravi effetti (l'energia del Cubo Cosmico che era l'originale Arcano riempì semplicemente una dimensione tascabile vuota dove iniziò una nuova esistenza). Non è dato sapere se Kosmos sia veramente morta, o sia libera come predetto da Thanos.

### I Nuovi Vendicatori: Illuminati
In Nuovi Vendicatori: Illuminati n. 3 vengono narrati nuovamente gli eventi della prima Guerra Segreta, e Charles Xavier rivela che aveva inizialmente pianificato di usare i suoi poteri per far perdere coscienza a tutti coloro che partecipavano alla Guerra, così da permettere a lui e a Reed Richards di formulare un piano di fuga ma temette l'ira dell'Arcano. Comunque, Xavier percependo una strana presenza mentale e tentando di scansionare la mente dell'Arcano, scoprì che questi era un Inumano. L'apparente segreto dietro le abilità semi divine dell'Arcano furono spiegate da Xavier come una reazione senza precedenti all'uso delle Nebbie Terrigene da parte degli Inumani, poiché l'Arcano era un Inumano mutato e le Nebbie gli donarono degli stupefacenti poteri e una conoscenza maggiore di qualsiasi altro Inumano.
Questa rivelazione condusse a un confronto con l'Arcano durante gli eventi della seconda Guerra Segreta, dove Freccia Nera espresse il suo dispiacere per le attività dell'Arcano, che stava vivendo in un simulacro dell'isola di Manhattan sul minuscolo pianeta Ceres.
La storia stessa è deliberatamente ambigua, infatti Freccia Nera non ricorda di un mutante Inumano che scomparì, rendendo questa rivelazione nient'altro che un gioco mentale dello stesso Arcano, quindi ancora vivo e pronto all'azione.

## Poteri e abilità
Nella saga Guerre Segrete, si considerava il tutto e la fine di tutto del suo Universo di appartenenza e prese forma corporea per meglio comprendere la natura degli esseri umani. In quel periodo si autodefiniva milioni di volte più potente dell'intero multiverso combinato ed era superiore persino al Tribunale Vivente. Arrivò a distruggere l'intero multiverso per capriccio e uccise (e successivamente resuscitò) la Morte stessa. Forse la storia del cubo cosmico ribelle è stata solamente una menzogna organizzata dall'Arcano per rabbonire gli eroi terrestri, e il suo potere è così infinitamente elevato da risultare una divinità superiore a qualunque essere o entità esistente nell’intero Multiverso, ad eccezione solo del Supremo, a meno che l’Arcano stesso non sia che una delle manifestazioni di quest’ultimo. 
Se si pone in essere un’approfondita analisi di tutti i personaggi di tutte le tipologie di rappresentazione fumettistica a livello planetario sino ad oggi creati, l’Arcano risulta essere quello più potente in assoluto, ad eccezione soltanto, come sopra elencato, del Supremo (creatore assoluto del Multiverso Marvel), della Presenza (creatore assoluto del Multiverso fumettistico della casa editrice DC comics) - entrambi con poteri superiori in quanto divinità su scala omniversale - e dell’arcangelo Michael Demiurgos, figlio della Presenza, anch’esso appartenente alla compagine fumettistica DC comics con un livello di potere complessivo però eguale (non dunque superiore) a quello dell’Arcano, in termini di approssimazione. Quanto suddetto risulta confermato dal fatto che si è avvertita l’esigenza di produrre una successiva versione del personaggio, definita mediante un’operazione di “retcon”, con cui si è realizzato un ridimensionamento dei suoi poteri, ritenuti estremamente eccessivi, così da renderli più conformi all’adattamento fumettisco di appartenenza. 